# Ipsolofídeos
Ipsolofídeos (Ypsolophidae) é uma família de insectos da ordem Lepidoptera.

## Géneros
Estão descritos quatro géneros:
- Chalconympha
- Euceratia
- Ochsenheimeria
- Rhabdocosma

- Commons
- Wikispecies

1. ↑  «ITIS - Report: Ypsolophidae». www.itis.gov. Consultado em 30 de setembro de 2021
2. ↑  «Search». COL. Consultado em 30 de setembro de 2021